# Untere Hardt (Feuerscheid)
Untere Hardt ist ein Weiler der Ortsgemeinde Feuerscheid im Eifelkreis Bitburg-Prüm in Rheinland-Pfalz.

## Geographische Lage
Untere Hardt liegt südöstlich des Hauptortes Feuerscheid in einer Entfernung von rund 2,7 km. Der Weiler befindet sich in leichter Tallage und ist von landwirtschaftlichen Nutzflächen sowie einem Waldgebiet im Süden umgeben. Östlich von Untere Hardt fließt die Nims. Der Weiler weist die Form einer Streusiedlung auf.

## Geschichte
Der Weiler gehörte im Jahre 1843 als eines der Gehöfte „Hardt“ zu Feuerscheid in der Bürgermeisterei Burbach. Diese wurden insgesamt von 19 Menschen bewohnt.

## Naherholung
Durch Untere Hardt verläuft der Wanderweg 1 des Prümer Landes, Feuerscheid. Es handelt sich um einen Rundwanderweg mit einer Länge von rund 10,8 km. Highlights am Weg sind Wolfsbach- sowie das Nimstal. Neben Untere Hardt werden auch die beiden Weiler Obere Hardt und Schwarzbach erreicht.

## Wirtschaft und Infrastruktur

### Unternehmen
Im Weiler wird eine Ferienunterkunft betrieben.

### Verkehr
Es existiert eine regelmäßige Busverbindung.
Untere Hardt ist durch eine Gemeindestraße erschlossen und liegt direkt an der Landesstraße 33. Westlich des Weilers verläuft die Bundesautobahn 60 mit der nächstgelegenen Anschlussstelle Waxweiler.

## Einzelnachweis
1. ↑  Wanderweg 1 des Prümer Landes, Feuerscheid. Abgerufen am 15. November 2021.